# Chameleon (Herbie Hancock sang)
Chameleon er et Instrumentalt Jazz-Funk nummer og et Jazz Standards, som er enorm karakteristisk for sit Funky bassline (spillede af Paul Jackson) og med Herbie's solo'ere igemmen musikstykke. trommernes funk beat igemmen stykke (spillede af Harvey Mason)